# بلدة إلك رابيدز (ميشيغان)
إلك رابيدز (بالإنجليزية: Elk Rapids Township, Michigan)‏ هي بلدة تقع بولاية ميشيغان في الولايات المتحدة. تبلغ مساحتها 28.4 (كم²)، وترتفع عن سطح البحر 187 م، بلغ عدد سكانها 2631 نسمة في عام تعداد الولايات المتحدة 2010 حسب إحصاء مكتب تعداد الولايات المتحدة وتصل الكثافة السكانية فيها 143.5 نسمة/كم2.

## وصلات خارجية
- www.elkrapids.com/township
- The US50 - Cities and Towns in Michigan State
- Michigan Cities and Towns, Facts, Map, Flag, Colleges, Government, and More